# Resultados do Carnaval do Rio de Janeiro em 2012
Nesta página estão listados os resultados dos concursos de escolas de samba e de blocos de enredo do carnaval do Rio de Janeiro do ano de 2012. Os desfiles foram realizados entre os dias 17 e 25 de fevereiro de 2012. O Sambódromo da Marquês de Sapucaí passou por uma reforma em que foi retomado o projeto original do arquiteto Oscar Niemeyer.
As escolas de samba da região da Grande Tijuca se destacaram no Grupo Especial, conquistando as três primeiras colocações. Unidos da Tijuca foi a campeã, conquistando seu terceiro título na primeira divisão do carnaval carioca. A escola homenageou os cem anos do nascimento do cantor Luiz Gonzaga. O enredo "O Dia em que Toda a Realeza Desembarcou na Avenida para Coroar o Rei Luiz do Sertão" foi desenvolvido pelo carnavalesco Paulo Barros, que conquistou seu segundo título de campeão. Acadêmicos do Salgueiro ficou com o vice-campeonato por dois décimos de diferença para a campeã. Unidos de Vila Isabel foi a terceira colocada com um desfile sobre Angola.
O carnaval do Grupo A foi cercado de polêmicas. Inocentes de Belford Roxo foi a campeã com um desfile sobre o município de Corumbá, no Mato Grosso do Sul. Império Serrano foi vice-campeão homenageando a cantora Dona Ivone Lara. Antes do carnaval, circularam, na internet, boatos sobre a possível vitória da Inocentes. O fato do presidente da escola campeã, Reginaldo Gomes, ser também presidente da Liga das Escolas de Samba do Grupo de Acesso (LESGA), entidade organizadora do desfile, contribuiu para as suspeitas de fraude. Durante a apuração do grupo, verificou-se que notas de diversas escolas não foram lançadas pelos julgadores. Integrantes de outras agremiações protestaram contra o resultado e a campeã chegou a ser vaiada enquanto recebia o troféu. Após o carnaval, a Riotur descredenciou a LESGA da organização do carnaval por ter cancelado o rebaixamento do grupo. A LESGA alegou que a demora no repasse de verbas da Prefeitura e o despejo das escolas alojadas no Carandiru prejudicaram a preparação das agremiações.
Caprichosos de Pilares venceu o Grupo B; Unidos do Jacarezinho conquistou o Grupo C; Unidos de Lucas ganhou o Grupo D; em seu ano de estreia como escola de samba, Boca de Siri foi a campeã do Grupo E. Entre os blocos de enredo, Tradição Barreirense de Mesquita venceu o Grupo 1; Império do Gramacho conquistou o Grupo 2; Mocidade Unida de Manguariba ganhou o Grupo 3; e Chora na Rampa foi o campeão do Grupo 4.

## Grupo Especial
O desfile do Grupo Especial foi organizado pela Liga Independente das Escolas de Samba do Rio de Janeiro (LIESA) e realizado no Sambódromo da Marquês de Sapucaí, a partir das 21 horas dos dias 19 e 20 de fevereiro de 2012. A Liga decidiu que duas escolas seriam rebaixadas para que, no ano seguinte, o Grupo Especial voltasse a ter doze agremiações.
Reforma do Sambódromo
O Sambódromo da Marquês de Sapucaí foi reformado para o carnaval de 2012. A ideia foi retomar o projeto original do arquiteto Oscar Niemeyer, que previa um equilíbrio assimétrico entre os dois lados da Sapucaí. Para tal, foi demolida uma antiga fábrica da Cervejaria Brahma e o Setor 2 de camarotes. No lugar foram construídos quatro novos blocos de arquibancadas, camarotes e frisas no mesmo padrão do lado oposto. Com a obra, a capacidade de público aumentou de 60 mil para 72.500 mil. O Sambódromo foi reinaugurado em 12 de fevereiro de 2012, uma semana antes do início dos desfiles. A obra durou cerca de nove meses e teve um investimento total de 30 milhões, custeado pela Ambev, dona da Cervejaria Brahma. Aos 104 anos, Niemeyer visitou o "Novo Sambódromo" e participou do evento de reinauguração, numa de suas últimas aparições públicas. O arquiteto faleceu meses depois, em dezembro de 2012.
Ordem dos desfiles

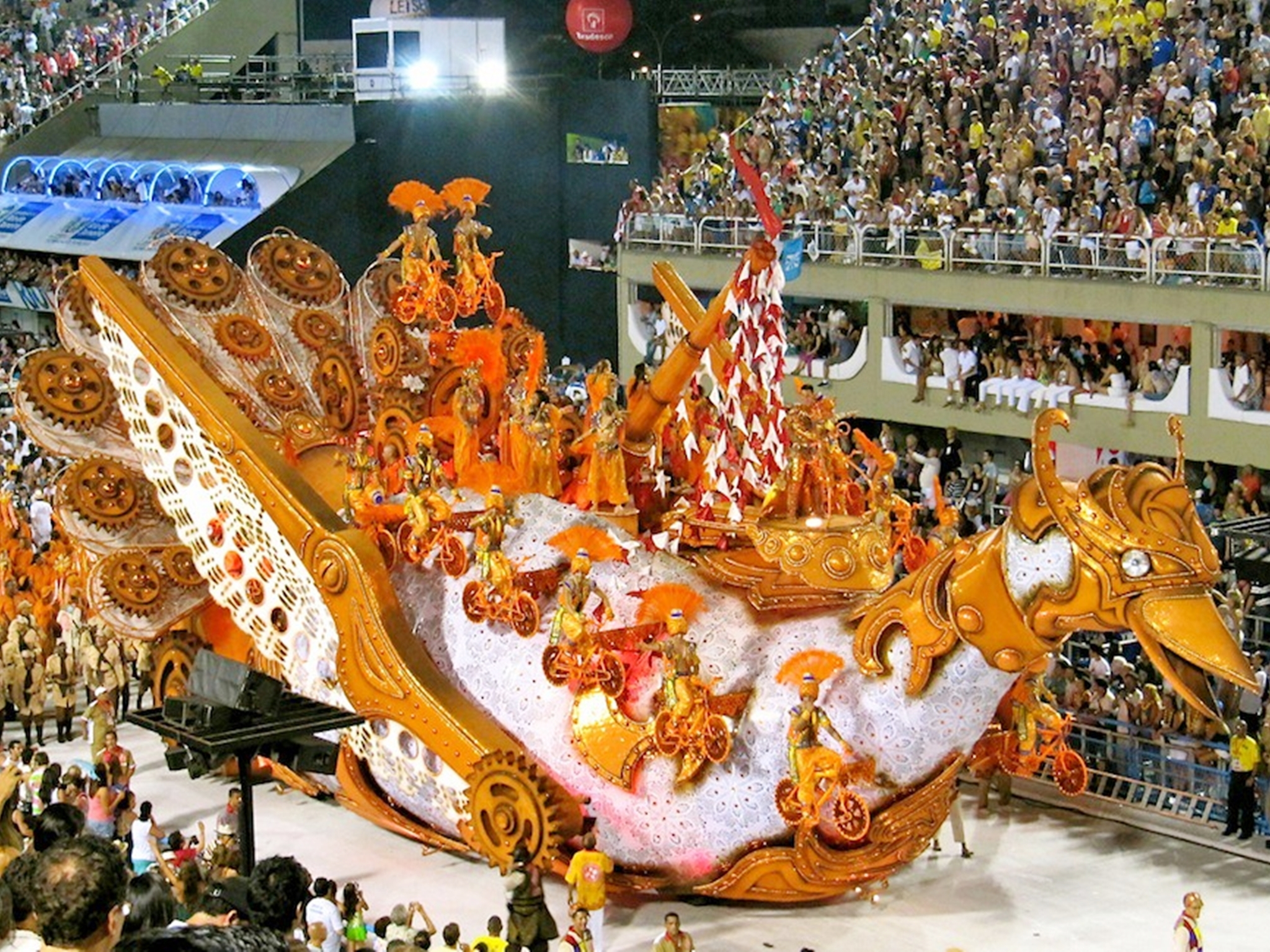
Alegoria do Salgueiro no desfile de 2012. Escola foi a vice-campeã do carnaval.

A ordem dos desfiles foi definida através de sorteio realizado no dia 6 de julho de 2011 na Cidade do Samba. Para equilibrar as forças, as escolas foram divididas em pares, sendo que, dentro dos pares, cada escola desfilaria em uma noite diferente. Os pares formados foram: Beija-Flor e Unidos da Tijuca; Mangueira e Portela; Vila Isabel e Salgueiro; Imperatriz Leopoldinense e União da Ilha do Governador; Mocidade Independente de Padre Miguel e Grande Rio.
Primeiro foi sorteada a noite de desfile de cada escola; depois foi sorteada a ordem de apresentação de cada noite. Com onze escolas participantes, uma teve que ficar sem par. O plenário da LIESA decidiu que a Unidos do Porto da Pedra desfilaria na primeira noite e sua posição seria definida no sorteio. Após o sorteio foi permitido que as escolas negociassem a troca de posições dentro de cada noite. A Beija-Flor foi sorteada para ser a quinta da primeira noite, mas trocou de posição com a Porto da Pedra. Na segunda noite, Tijuca e Mangueira também trocaram de posições. Duas escolas tinham posições definidas e não participaram do sorteio: Campeã do Grupo A (segunda divisão) do ano anterior, a Renascer de Jacarepaguá ficou responsável por abrir a primeira noite; penúltima colocada do Grupo Especial no ano anterior, a São Clemente ficou responsável por abrir a segunda noite.
| Domingo (19 de fevereiro de 2012) | Segunda-feira (20 de fevereiro de 2012) |
| 1. Renascer de Jacarepaguá 2. Portela 3. Imperatriz Leopoldinense 4. Mocidade Independente de Padre Miguel 5. Unidos do Porto da Pedra 6. Beija-Flor 7. Unidos de Vila Isabel | 1. São Clemente 2. União da Ilha do Governador 3. Acadêmicos do Salgueiro 4. Estação Primeira de Mangueira 5. Unidos da Tijuca 6. Acadêmicos do Grande Rio |

Quesitos e julgadores
Foram mantidos os dez quesitos de avaliação dos anos anteriores. A LIESA diminuiu a quantidade de julgadores de cinquenta para quarenta, com quatro jurados por quesito.
| Quesitos | Quesitos                     | Julgador 1                | Julgador 2                  | Julgador 3            | Julgador 4            |
| Quesitos | Quesitos                     | Entre os setores 03 e 03A | Setor 06                    | Setor 08              | Setor 10              |
| -------- | ---------------------------- | ------------------------- | --------------------------- | --------------------- | --------------------- |
|          | Mestre-Sala e Porta-Bandeira | Beatriz Badejo            | Tito Canha                  | Ilclemar Nunes        | Áurea Hämmerli        |
|          | Fantasias                    | Sueli Stambowsky          | Marcelo Marques             | Clívia Cohen          | Paulo Paradela        |
|          | Conjunto                     | Sulamita Trzcina          | Edileuza Batista de Aleluia | Wilson Martinez       | João Wlamir           |
|          | Evolução                     | Salete Lisboa             | Sonia Gallo                 | Luiz Eduardo Resende  | Carlos Pousa          |
|          | Alegorias e Adereços         | Bruno Chateaubriand       | Walber Ângelo de Freitas    | Helenise Guimarães    | Emil Ferreira         |
|          | Comissão de Frente           | Paulo César Morato        | Raphael David               | Fabiana Valor         | Marcus Nery Magalhães |
|          | Harmonia                     | Célia Souto               | Nilton Rodrigues            | Sidnei Martins Dantas | Simone Leitão         |
|          | Bateria                      | Cláudio Luiz Matheus      | Leandro Osiris              | Sérgio Naidin         | Xande Figueiredo      |
|          | Enredo                       | Flávio Freire Xavier      | Pérsio Gomyde Brasil        | Mariza Maline         | Johnny Soares         |
|          | Samba-Enredo                 | Célia Souto               | Alice Serrano               | Maria Amélia Martins  | Marta Macedo          |

### Classificação

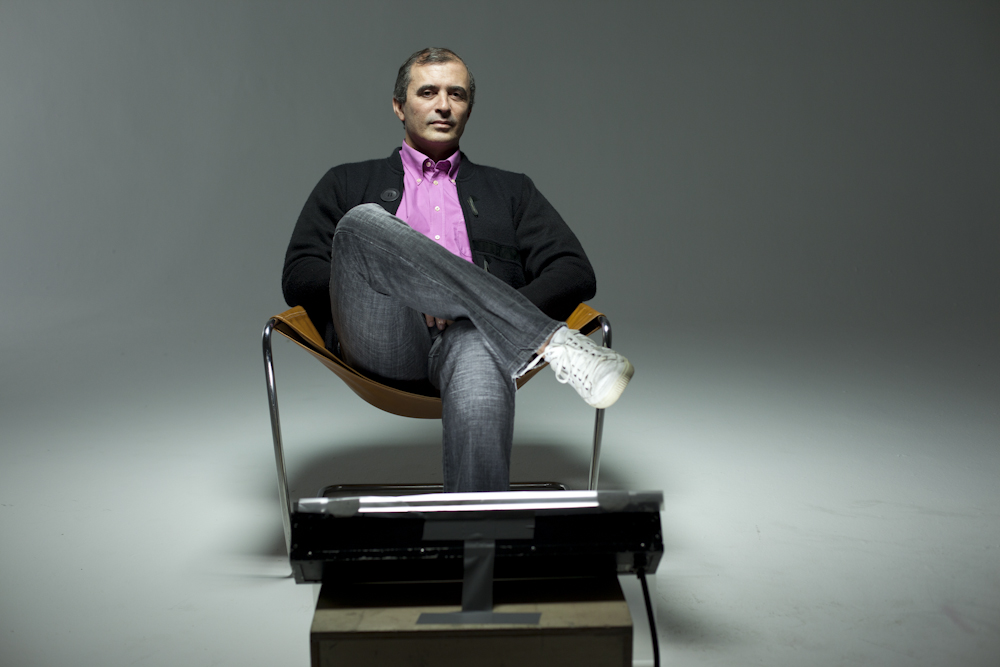
O carnavalesco Paulo Barros foi campeão do Grupo Especial pela segunda vez.

A Unidos da Tijuca conquistou seu terceiro título de campeã do carnaval carioca com um desfile em homenagem aos cem anos do nascimento do cantor Luiz Gonzaga, morto em 1989. Penúltima escola da segunda noite, a Tijuca apresentou o enredo "O Dia em que Toda a Realeza Desembarcou na Avenida para Coroar o Rei Luiz do Sertão". No enredo, desenvolvido por Paulo Barros, a realeza de todo o mundo chega ao Brasil para a festa de coroação de Luiz Gonzaga como o Rei do Sertão. Dentre os reis retratados no desfile estavam o "Rei" Pelé, a Rainha Elizabeth e o "Rei do Pop", Michael Jackson. O carnavalesco conquistou seu segundo título de campeão do carnaval. O título anterior da Tijuca foi conquistado dois anos antes, em 2010. Em 2011, a escola foi vice-campeã.
Acadêmicos do Salgueiro ficou com o vice-campeonato por dois décimos de diferença para a campeã. A escola realizou um desfile sobre a literatura de cordel. Terceira colocada, a Unidos de Vila Isabel realizou um desfile sobre Angola. A carnavalesca Rosa Magalhães inovou apresentando um desfile de temática africana com colorido e leveza. Campeã do ano anterior, a Beija-Flor conquistou o quarto lugar com um desfile sobre a cidade de São Luís do Maranhão. O último setor do desfile homenageou Joãosinho Trinta, morto em dezembro de 2011. O trono onde o carnavalesco desfilaria, na última alegoria da escola, ficou vazio. Joãosinho era natural do Maranhão. Após perder seu carnaval num incêndio em 2011, a Grande Rio se classificou em quinto lugar com um desfile sobre superação. Portela conquistou a última vaga do Desfile das Campeãs. Sexta colocada, a escola realizou um desfile sobre festas da Bahia.
Estação Primeira de Mangueira foi a sétima colocada com um desfile em homenagem aos cinquenta anos do Cacique de Ramos. União da Ilha do Governador ficou classificada em oitavo lugar com um desfile que exaltou Londres e Rio de Janeiro, sedes das Olimpíadas de 2012 e 2016. Com uma homenagem ao pintor brasileiro Cândido Portinari, morto em 1962, a Mocidade Independente de Padre Miguel conquistou o nono lugar. Imperatriz Leopoldinense obteve seu pior resultado em 24 anos. A escola foi a décima colocada com um desfile em homenagem ao centenário de nascimento do escritor Jorge Amado, morto em 2001. Décima primeira colocada, a São Clemente realizou um desfile sobre musicais.
Após onze carnavais consecutivos na primeira divisão, a Unidos do Porto da Pedra foi rebaixada para o Grupo A. Apresentando um desfile sobre iogurte, a escola se classificou em 12.º lugar. Recém promovida ao Grupo Especial, após vencer o Grupo A em 2011, a Renascer de Jacarepaguá foi rebaixada após se classificar em último lugar. A escola homenageou o pintor pernambucano Romero Britto, que desfilou na última alegoria da agremiação.

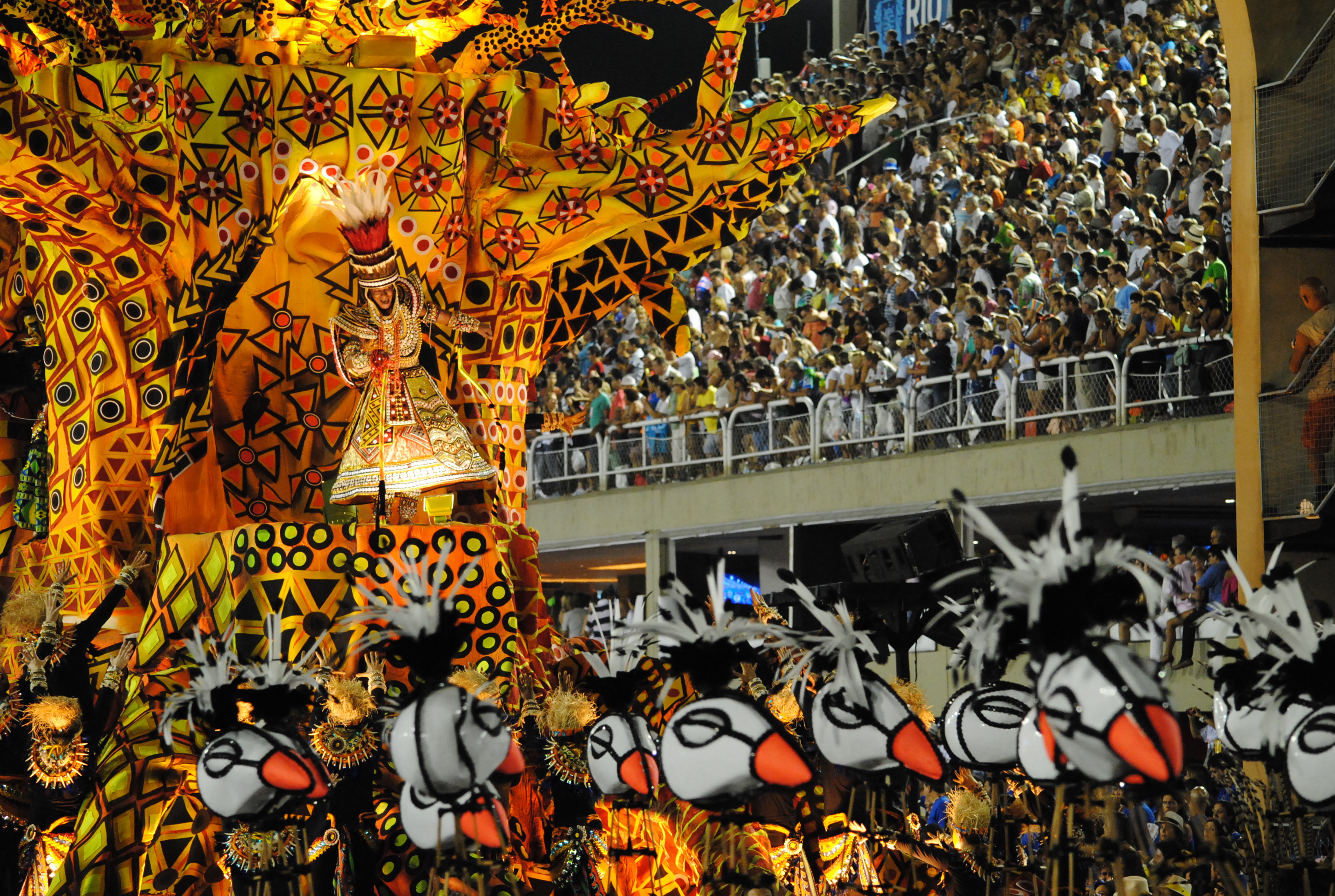
Desfile de 2012 da Unidos de Vila Isabel, a escola mais premiada do ano.

| Legenda: Desfile das Campeãs Rebaixadas para o Grupo A |

| Col. | Escola                                | Enredo                                                                              | Carnavalesco(a)                                                  | Pontos |
| ---- | ------------------------------------- | ----------------------------------------------------------------------------------- | ---------------------------------------------------------------- | ------ |
| 1    | Unidos da Tijuca                      | O Dia em que Toda a Realeza Desembarcou na Avenida para Coroar o Rei Luiz do Sertão | Paulo Barros                                                     | 299,9  |
| 2    | Acadêmicos do Salgueiro               | Cordel Branco e Encarnado                                                           | Renato Lage e Márcia Lage                                        | 299,7  |
| 3    | Unidos de Vila Isabel                 | Você Semba Lá... Que Eu Sambo Cá! O Canto Livre de Angola                           | Rosa Magalhães                                                   | 299,5  |
| 4    | Beija-Flor                            | São Luís - O Poema Encantado do Maranhão                                            | André Cezari, Fran Sérgio, Laíla, Ubiratan Silva e Victor Santos | 298,9  |
| 5    | Acadêmicos do Grande Rio              | Eu Acredito em Você! E Você?                                                        | Cahê Rodrigues                                                   | 298,3  |
| 6    | Portela                               | Bahia: E o Povo na Rua Cantando... É Feito Uma Reza, Um Ritual                      | Paulo Menezes                                                    | 297,2  |
| 7    | Estação Primeira de Mangueira         | Vou Festejar! Sou Cacique, Sou Mangueira!                                           | Cid Carvalho                                                     | 297    |
| 8    | União da Ilha do Governador           | De Londres ao Rio: Era Uma Vez... Uma Ilha                                          | Alex de Souza                                                    | 296,2  |
| 9    | Mocidade Independente de Padre Miguel | Por Ti, Portinari, Rompendo a Tela, a Realidade                                     | Alexandre Louzada                                                | 295,8  |
| 10   | Imperatriz Leopoldinense              | Jorge, Amado Jorge                                                                  | Max Lopes                                                        | 295    |
| 11   | São Clemente                          | Uma Aventura Musical na Sapucaí                                                     | Fábio Ricardo                                                    | 294,7  |
| 12   | Unidos do Porto da Pedra              | Da Seiva Materna ao Equilíbrio da Vida                                              | Jaime Cezário                                                    | 291,7  |
| 13   | Renascer de Jacarepaguá               | O Artista da Alegria Dá o Tom na Folia!                                             | Edson Pereira                                                    | 290,2  |

### Premiações
- Terceira colocada do carnaval, a Vila Isabel recebeu a maioria dos prêmios de melhor escola.
- O samba-enredo da Portela, conhecido como "Madureira Sobe o Pelô", composto por Luiz Carlos Máximo, Naldo, Toninho Nascimento e Wanderley Monteiro, recebeu todos os prêmios do ano.
- A bateria mais premiada foi a Tabajara do Samba, da Portela, dirigida por Mestre Nilo Sérgio.
- A comissão de frente da Vila Isabel, coreografada por Marcelo Misailidis, recebeu quatro premiações. A comissão de frente da Unidos da Tijuca, coreografada por Priscilla Mota e Rodrigo Negri, foi premiada três vezes.
- Gilsinho, da Portela, recebeu quatro prêmios de melhor intérprete. Igor Sorriso, da São Clemente, foi premiado duas vezes.

| Prêmios 2012        | Melhor Escola    | Samba-Enredo | Melhor Enredo    | Melhor Bateria | Mestre-Sala e Porta-Bandeira      | Comissão de Frente | Melhor Intérprete           | Melhor Ala de Baianas | Melhor Carnavalesco           | Melhor Harmonia  |
| ------------------- | ---------------- | ------------ | ---------------- | -------------- | --------------------------------- | ------------------ | --------------------------- | --------------------- | ----------------------------- | ---------------- |
| Estandarte de Ouro  | Vila Isabel      | Portela      | Vila Isabel      | Portela        | Julinho e Rute (Vila Isabel)      | União da Ilha      | Gilsinho (Portela)          | Vila Isabel           | -                             | -                |
| Estrela do Carnaval | Vila Isabel      | Portela      | -                | Portela        | Rogerinho e Lucinha (Portela)     | Vila Isabel        | Igor Sorriso (São Clemente) | Salgueiro             | -                             | -                |
| Gato de Prata       | Vila Isabel      | Portela      | Mocidade         | Porto da Pedra | Julinho e Rute (Vila Isabel)      | Unidos da Tijuca   | Gilsinho (Portela)          | Imperatriz            | Fábio Ricardo (São Clemente)  | São Clemente     |
| Prêmio SRzd         | Salgueiro        | Portela      | -                | Mangueira      | Claudinho e Selminha (Beija-Flor) | Unidos da Tijuca   | Gilsinho (Portela)          | -                     | Paulo Barros (Tijuca)         | -                |
| Tamborim de Ouro    | Vila Isabel      | Portela      | Unidos da Tijuca | Salgueiro      | Raphael e Marcella (Mangueira)    | Vila Isabel        | Gilsinho (Portela)          | União da Ilha         | -                             | -                |
| Troféu Sambario     | Vila Isabel      | Portela      | Vila Isabel      | Mocidade       | Claudinho e Selminha (Beija-Flor) | Vila Isabel        | Igor Sorriso (São Clemente) | Imperatriz            | -                             | -                |
| Troféu Tupi         | Unidos da Tijuca | Portela      | -                | Portela        | Rogerinho e Lucinha (Portela)     | Vila Isabel        | Igor Sorriso (São Clemente) | -                     | Alex de Souza (União da Ilha) | Portela          |
| Plumas & Paetês     | -                | Portela      | -                | -              | -                                 | Unidos da Tijuca   | -                           | -                     | Renato Lage (Salgueiro)       | Unidos da Tijuca |
| S@mba-Net           | -                | Portela      | -                | -              | -                                 | -                  | -                           | -                     | -                             | -                |

### Desfile das Campeãs
O Desfile das Campeãs foi realizado a partir da noite do sábado, dia 25 de fevereiro de 2012, no Sambódromo da Marquês de Sapucaí. As seis primeiras colocadas do Grupo Especial desfilaram seguindo a ordem inversa de classificação.
| Ordem dos desfiles |
| 1. Portela 2. Acadêmicos do Grande Rio 3. Beija-Flor 4. Unidos de Vila Isabel 5. Acadêmicos do Salgueiro 6. Unidos da Tijuca |

## Grupo A
O desfile do Grupo A (segunda divisão) foi organizado pela Liga das Escolas de Samba do Grupo de Acesso e realizado a partir das 21 horas do sábado, dia 18 de fevereiro de 2012, no Sambódromo da Marquês de Sapucaí.
Ordem dos desfile
Seguindo o regulamento do concurso, a primeira escola a desfilar foi a campeã do Grupo B (terceira divisão) do ano anterior, Paraíso do Tuiuti. A posição de desfile das demais escolas foi definida através de sorteio realizado no dia 18 de julho de 2011 no Scala.
| 1. Paraíso do Tuiuti 2. Acadêmicos da Rocinha 3. Estácio de Sá 4. Inocentes de Belford Roxo 5. Império da Tijuca 6. Unidos do Viradouro 7. Acadêmicos de Santa Cruz 8. Império Serrano 9. Acadêmicos do Cubango |

Quesitos e julgadores

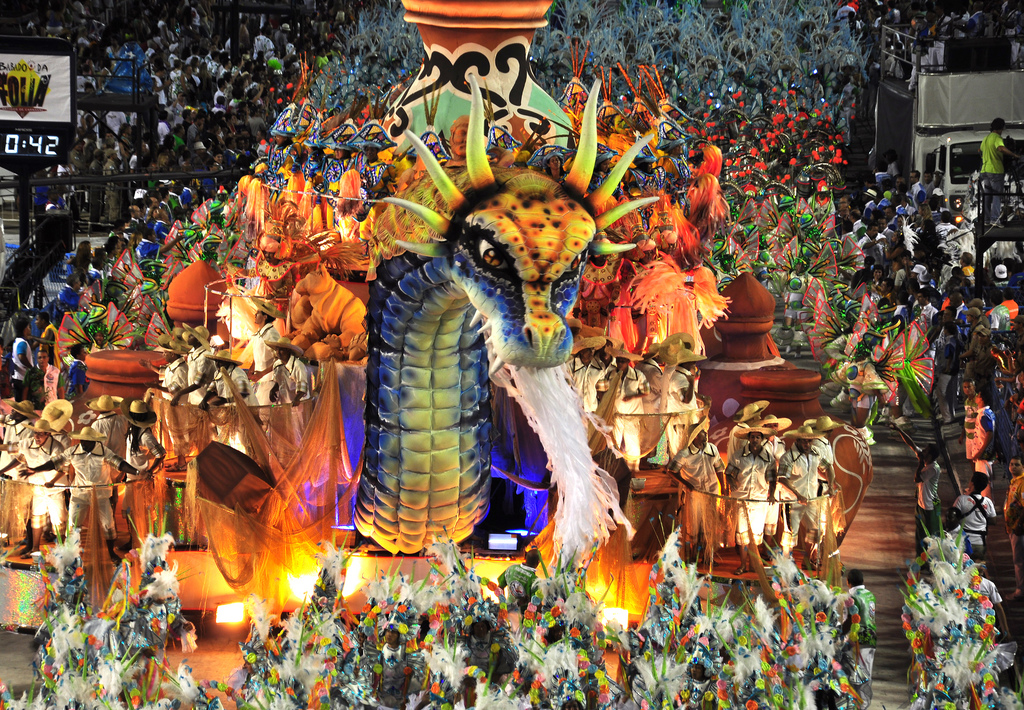
Desfile da Inocentes de Belford Roxo no carnaval de 2012. Escola foi a campeã do Grupo A.

Foram mantidos os dez quesitos de avaliação dos anos anteriores. A LESGA diminuiu a quantidade de julgadores de cinquenta para quarenta, com quatro jurados por quesito. Assim como nos anos anteriores, a coordenação dos julgadores foi mantida a cargo da LESGA.
| Quesitos | Quesitos                     | Julgador 1            | Julgador 2                 | Julgador 3             | Julgador 4           | Suplentes |
| -------- | ---------------------------- | --------------------- | -------------------------- | ---------------------- | -------------------- | --- |
|          | Bateria                      | Raul Magalhães        | Chico Donadoni             | Julio Cesar dos Santos | Edson Gonçalves      | Carlos Eduardo Souza Claudio Antonio Luiz Gilcesar Batista Heitor Campos Marcelo Amaral Matheus Carvalho Michel Mattos Paulo Cesar Mariotine Paulo Pereira Rafael de Oliveira Sergio Conceição Sidney de Paula |
|          | Enredo                       | Nilton Santos         | Leandro Teixeira           | Ricardo Silva          | Alvanir Avelino      | Carlos Eduardo Souza Claudio Antonio Luiz Gilcesar Batista Heitor Campos Marcelo Amaral Matheus Carvalho Michel Mattos Paulo Cesar Mariotine Paulo Pereira Rafael de Oliveira Sergio Conceição Sidney de Paula |
|          | Fantasias                    | Regina Salaroli       | Maria Isolina dos Santos   | Vanessa Sant'Ana       | Odaleia Martins      | Carlos Eduardo Souza Claudio Antonio Luiz Gilcesar Batista Heitor Campos Marcelo Amaral Matheus Carvalho Michel Mattos Paulo Cesar Mariotine Paulo Pereira Rafael de Oliveira Sergio Conceição Sidney de Paula |
|          | Evolução                     | Felicíssimo Batista   | Miguel de Santa Brígida    | Selmo Macedo           | Luiz Rogério Nicolau | Carlos Eduardo Souza Claudio Antonio Luiz Gilcesar Batista Heitor Campos Marcelo Amaral Matheus Carvalho Michel Mattos Paulo Cesar Mariotine Paulo Pereira Rafael de Oliveira Sergio Conceição Sidney de Paula |
|          | Mestre-Sala e Porta-Bandeira | Maria Aparecida Lopes | Daniel Ghanem              | Michel Faccini         | Patrícia Cunha       | Carlos Eduardo Souza Claudio Antonio Luiz Gilcesar Batista Heitor Campos Marcelo Amaral Matheus Carvalho Michel Mattos Paulo Cesar Mariotine Paulo Pereira Rafael de Oliveira Sergio Conceição Sidney de Paula |
|          | Comissão de Frente           | Isabella Xavier       | Anderson da Silva Oliveira | Líndomar Araújo        | Leandro Dias         | Carlos Eduardo Souza Claudio Antonio Luiz Gilcesar Batista Heitor Campos Marcelo Amaral Matheus Carvalho Michel Mattos Paulo Cesar Mariotine Paulo Pereira Rafael de Oliveira Sergio Conceição Sidney de Paula |
|          | Alegorias e Adereços         | Mônica Neves          | Teresa Cristina            | Eduardo Freire         | Jacqueline Bandeira  | Carlos Eduardo Souza Claudio Antonio Luiz Gilcesar Batista Heitor Campos Marcelo Amaral Matheus Carvalho Michel Mattos Paulo Cesar Mariotine Paulo Pereira Rafael de Oliveira Sergio Conceição Sidney de Paula |
|          | Conjunto                     | Fernando Bicudo       | Ariel Chacar               | Silésio Amorim         | Jorge Miguel         | Carlos Eduardo Souza Claudio Antonio Luiz Gilcesar Batista Heitor Campos Marcelo Amaral Matheus Carvalho Michel Mattos Paulo Cesar Mariotine Paulo Pereira Rafael de Oliveira Sergio Conceição Sidney de Paula |
|          | Samba-Enredo                 | Luiz Carlos Guimarães | Núbio Quaresma             | Suzane Seiça           | Eduardo da Silva     | Carlos Eduardo Souza Claudio Antonio Luiz Gilcesar Batista Heitor Campos Marcelo Amaral Matheus Carvalho Michel Mattos Paulo Cesar Mariotine Paulo Pereira Rafael de Oliveira Sergio Conceição Sidney de Paula |
|          | Harmonia                     | Pierre Porto          | Sergio Moreira             | Luiz Castro            | Eduardo Fernandes    | Carlos Eduardo Souza Claudio Antonio Luiz Gilcesar Batista Heitor Campos Marcelo Amaral Matheus Carvalho Michel Mattos Paulo Cesar Mariotine Paulo Pereira Rafael de Oliveira Sergio Conceição Sidney de Paula |

### Classificação
Inocentes de Belford Roxo foi campeã com um desfile sobre as lendas e histórias do município de Corumbá, no Mato Grosso do Sul. Com a vitória, a escola garantiu sua promoção inédita ao Grupo Especial. A apuração das notas foi cercada de polêmicas. Além de algumas notas não lançadas, integrantes de outras escolas protestaram contra o resultado e a campeã chegou a ser vaiada enquanto recebia o troféu. Durante a preparação para o carnaval, circularam, na internet, boatos sobre a possível vitória da Inocentes. O fato do presidente da escola campeã, Reginaldo Gomes, ser também presidente da liga organizadora do desfile contribuiu para as suspeitas de fraude.

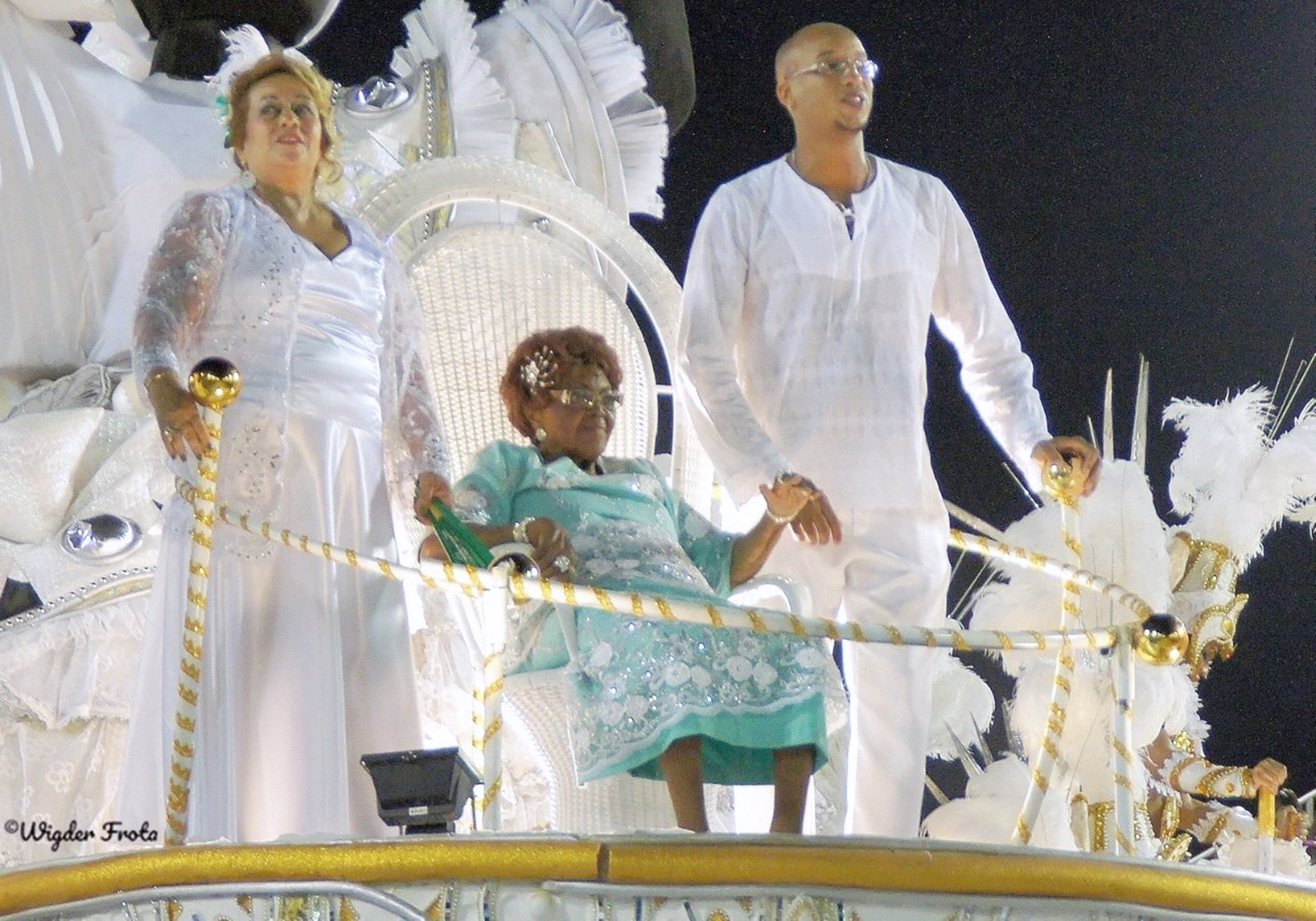
Dona Ivone Lara no desfile do Império Serrano em sua homenagem. Escola foi a vice-campeã do Grupo A.

Império Serrano e Império da Tijuca tiveram a mesma pontuação final. O desempate, no quesito Harmonia, deu o vice-campeonato ao Império Serrano. A escola homenageou Dona Ivone Lara. Aos 91 anos, a cantora e baluarte da agremiação participou do desfile. Império da Tijuca foi o terceiro colocado com um desfile sobre utopias. Quarta colocada, a Acadêmicos do Cubango realizou um desfile sobre o Barão de Mauá. Unidos do Viradouro obteve a quinta colocação com um desfile sobre o escritor Nelson Rodrigues, morto em 1980. Homenageando o radialista Antônio Carlos, a Acadêmicos de Santa Cruz se classificou um sexto lugar. Homenageando Luma de Oliveira, a Estácio de Sá obteve o sétimo lugar. Oitava colocada, a Acadêmicos da Rocinha realizou um desfile sobre praças. Paraíso do Tuiuti foi a nona colocada homenageando a cantora Clara Nunes, morta em 1983. Últimas colocadas, Rocinha e Paraíso do Tuiuti seriam rebaixadas, mas antes do início da apuração, a LESGA cancelou o descenso, alegando a demora no repasse de verbas da Prefeitura e o despejo das escolas alojadas no Carandiru. A decisão levou a Riotur à descredenciar a LESGA da organização do Grupo A para o ano seguinte.
| Legenda: Promovida ao Grupo Especial |

| Col. | Escola                    | Enredo                                                                                 | Carnavalesco(a)   | Pontos | Desempate           |
| ---- | ------------------------- | -------------------------------------------------------------------------------------- | ----------------- | ------ | ------------------- |
| 1    | Inocentes de Belford Roxo | Corumbá - Ópera Tupi Guaikuru                                                          | Wagner Gonçalves  | 299,6  | -                   |
| 2    | Império Serrano           | Dona Ivone Lara: O Enredo do Meu Samba                                                 | Mauro Quintaes    | 298,3  | Harmonia (30 pts)   |
| 3    | Império da Tijuca         | Utopias - Viagens aos Confins da Imaginação                                            | Severo Luzardo    | 298,3  | Harmonia (29,8 pts) |
| 4    | Acadêmicos do Cubango     | Barão de Mauá - Sonho de Um Brasil Moderno                                             | Jaime Cezário     | 298    | -                   |
| 5    | Unidos do Viradouro       | A Vida como Ela É, Bonitinha, mas Ordinária... Assim Falou Nelson Rodrigues            | Alexandre Louzada | 297,8  | -                   |
| 6    | Acadêmicos de Santa Cruz  | Nas Ondas do Rádio... Acorda Brasil para Escutar! O Show do Antônio Carlos Está no Ar! | Lane Santana      | 297,3  | -                   |
| 7    | Estácio de Sá             | Luma de Oliveira: Coração de Um País em Festa!                                         | Marcus Ferreira   | 297,2  | -                   |
| 8    | Acadêmicos da Rocinha     | Vou Colocar Teu Nome na Praça                                                          | Luiz Carlos Bruno | 296,1  | -                   |
| 9    | Paraíso do Tuiuti         | A Tal Mineira                                                                          | Jack Vasconcelos  | 296    | -                   |

### Premiações
- Vice-campeão do Grupo A, o Império Serrano recebeu a maioria dos prêmios de melhor escola.
- O samba-enredo mais premiado foi do Império Serrano, composto por Arlindo Cruz, Arlindo Neto e Tico do Império.
- A comissão de frente da Rocinha, coreografada por Sérgio Lobato, recebeu todos os prêmios da categoria.

| Prêmios 2012        | Melhor Escola   | Samba-Enredo    | Melhor Enredo   | Melhor Bateria    | Mestre-Sala e Porta-Bandeira                       | Comissão de Frente | Melhor Intérprete                                | Melhor Ala de Baianas | Ala de Passistas  | Melhor Carnavalesco             | Melhor Harmonia | Melhores Alegorias | Melhores Fantasias |
| ------------------- | --------------- | --------------- | --------------- | ----------------- | -------------------------------------------------- | ------------------ | ------------------------------------------------ | --------------------- | ----------------- | ------------------------------- | --------------- | ------------------ | ------------------ |
| Estandarte de Ouro  | Império Serrano | Império Serrano | -               | -                 | -                                                  | -                  | -                                                | -                     | -                 | -                               | -               | -                  | -                  |
| Estrela do Carnaval | Império Serrano | Império Serrano | -               | Império Serrano   | Peixinho e Jaçanã (Império da Tijuca)              | Rocinha            | Anderson Paz (Rocinha)                           | -                     | -                 | -                               | -               | -                  | -                  |
| Gato de Prata       | Inocentes       | Império Serrano | -               |                   | -                                                  | -                  | Marcelo R. (Cubango)                             | -                     | -                 | -                               | -               | -                  | -                  |
| S@mba-Net           | Império Serrano | Império Serrano | Rocinha         | Viradouro         | Peixinho e Jaçanã (Império da Tijuca)              | Rocinha            | Anderson Paz (Rocinha)                           | Cubango               | Império Serrano   | -                               | -               | Inocentes          | Inocentes          |
| Samba É Nosso       | -               | Viradouro       | Império Serrano | Paraíso do Tuiuti | Zé Roberto (Tuiuti) e Alessandra (Viradouro)       | Rocinha            | Marcelo R. (Cubango)                             | Rocinha               | Estácio           | Mauro Quintaes (Imp. Serrano)   | Viradouro       | Rocinha            | Viradouro          |
| Troféu Sambario     | Império Serrano | Império Serrano | Império Serrano | -                 | -                                                  | -                  | Thiago Brito (Inocentes)                         | -                     | -                 | -                               | -               | -                  | -                  |
| Troféu Jorge Lafond | Império Serrano | Império Serrano | -               | Rocinha           | Peixinho (Imp. da Tijuca) e Alessandra (Viradouro) | Rocinha            | Diego Nicolau, Leléu, Niu e Gilberto (Viradouro) | Estácio               | Império da Tijuca | Severo Luzardo (Imp. da Tijuca) | -               | -                  | -                  |
| Prêmio SRzd         | Império Serrano | -               | -               | -                 | -                                                  | -                  | -                                                | -                     | -                 | -                               | -               | -                  | -                  |
| Troféu Tupi         | Império Serrano | -               | -               | -                 | -                                                  | -                  | -                                                | -                     | -                 | -                               | -               | -                  | -                  |
| Plumas & Paetês     | -               | Império Serrano | -               | -                 | -                                                  | Rocinha            | -                                                | -                     | -                 | Mauro Quintaes (Imp. Serrano)   | Império Serrano | -                  | -                  |

## Grupo B
O desfile do Grupo B (terceira divisão) foi organizado pela Associação das Escolas de Samba da Cidade do Rio de Janeiro e realizado a partir da noite da terça-feira, dia 21 de fevereiro de 2012, no Sambódromo da Marquês de Sapucaí.
Ordem dos desfile
Seguindo o regulamento do concurso, a primeira escola a desfilar foi a campeã do Grupo C (quarta divisão) do ano anterior, Unidos da Vila Santa Tereza. A posição de desfile das demais escolas foi definida através de sorteio realizado no dia 18 de julho de 2011 no Scala.
| 1. Unidos da Vila Santa Tereza 2. União de Jacarepaguá 3. Sereno de Campo Grande 4. Alegria da Zona Sul 5. Arranco 6. União do Parque Curicica 7. Mocidade de Vicente de Carvalho 8. Tradição 9. Caprichosos de Pilares 10. Unidos de Padre Miguel 11. Difícil É o Nome |

Quesitos e julgadores

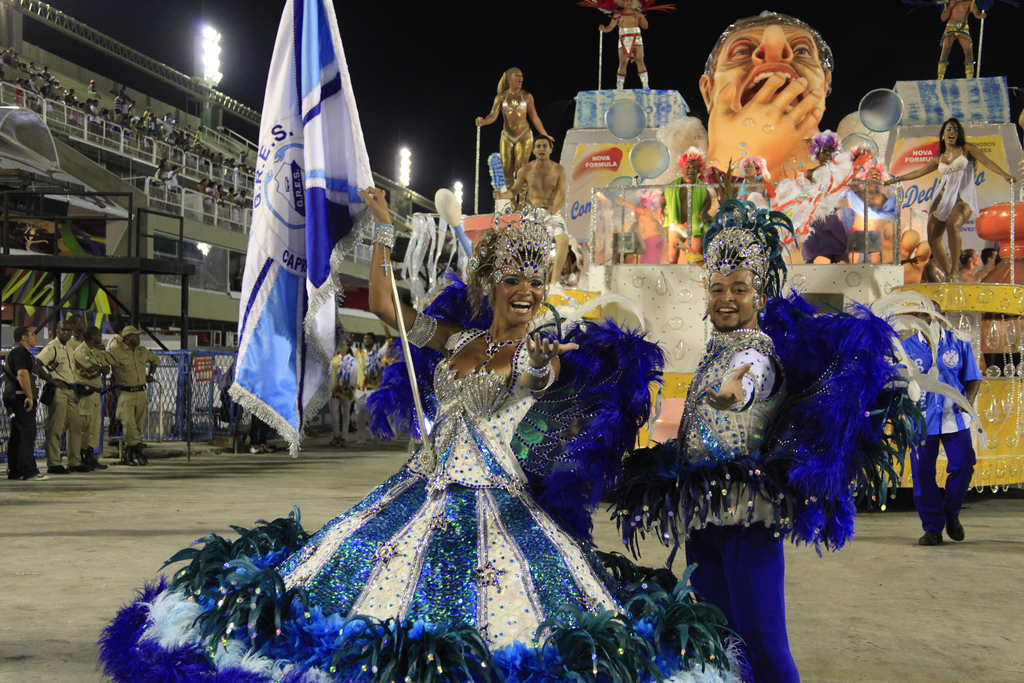
Desfile da Caprichosos de Pilares no carnaval de 2012. Escola foi a campeã do Grupo B.

Foram mantidos os dez quesitos de avaliação dos anos anteriores. A quantidade de julgadores diminuiu de cinquenta para quarenta, com quatro jurados por quesito.
| Quesitos | Quesitos                     | Julgador 1            | Julgador 2                 | Julgador 3             | Julgador 4           | Suplentes |
| -------- | ---------------------------- | --------------------- | -------------------------- | ---------------------- | -------------------- | --- |
|          | Bateria                      | Raul Magalhães        | Chico Donadoni             | Julio Cesar dos Santos | Edson Gonçalves      | Carlos Eduardo Souza Claudio Antonio Luiz Gilcesar Batista Heitor Campos Marcelo Amaral Matheus Carvalho Michel Mattos Paulo Cesar Mariotine Paulo Pereira Rafael de Oliveira Sergio Conceição Sidney de Paula |
|          | Enredo                       | Nilton Santos         | Leandro Teixeira           | Ricardo Silva          | Alvanir Avelino      | Carlos Eduardo Souza Claudio Antonio Luiz Gilcesar Batista Heitor Campos Marcelo Amaral Matheus Carvalho Michel Mattos Paulo Cesar Mariotine Paulo Pereira Rafael de Oliveira Sergio Conceição Sidney de Paula |
|          | Fantasias                    | Regina Salaroli       | Maria Isolina dos Santos   | Vanessa Sant'Ana       | Odaleia Martins      | Carlos Eduardo Souza Claudio Antonio Luiz Gilcesar Batista Heitor Campos Marcelo Amaral Matheus Carvalho Michel Mattos Paulo Cesar Mariotine Paulo Pereira Rafael de Oliveira Sergio Conceição Sidney de Paula |
|          | Evolução                     | Felicíssimo Batista   | Miguel de Santa Brígida    | Selmo Macedo           | Luiz Rogério Nicolau | Carlos Eduardo Souza Claudio Antonio Luiz Gilcesar Batista Heitor Campos Marcelo Amaral Matheus Carvalho Michel Mattos Paulo Cesar Mariotine Paulo Pereira Rafael de Oliveira Sergio Conceição Sidney de Paula |
|          | Mestre-Sala e Porta-Bandeira | Maria Aparecida Lopes | Daniel Ghanem              | Michel Faccini         | Patrícia Cunha       | Carlos Eduardo Souza Claudio Antonio Luiz Gilcesar Batista Heitor Campos Marcelo Amaral Matheus Carvalho Michel Mattos Paulo Cesar Mariotine Paulo Pereira Rafael de Oliveira Sergio Conceição Sidney de Paula |
|          | Comissão de Frente           | Isabella Xavier       | Anderson da Silva Oliveira | Líndomar Araújo        | Leandro Dias         | Carlos Eduardo Souza Claudio Antonio Luiz Gilcesar Batista Heitor Campos Marcelo Amaral Matheus Carvalho Michel Mattos Paulo Cesar Mariotine Paulo Pereira Rafael de Oliveira Sergio Conceição Sidney de Paula |
|          | Alegorias e Adereços         | Mônica Neves          | Teresa Cristina            | Eduardo Freire         | Jacqueline Bandeira  | Carlos Eduardo Souza Claudio Antonio Luiz Gilcesar Batista Heitor Campos Marcelo Amaral Matheus Carvalho Michel Mattos Paulo Cesar Mariotine Paulo Pereira Rafael de Oliveira Sergio Conceição Sidney de Paula |
|          | Conjunto                     | Fernando Bicudo       | Ariel Chacar               | Silésio Amorim         | Jorge Miguel         | Carlos Eduardo Souza Claudio Antonio Luiz Gilcesar Batista Heitor Campos Marcelo Amaral Matheus Carvalho Michel Mattos Paulo Cesar Mariotine Paulo Pereira Rafael de Oliveira Sergio Conceição Sidney de Paula |
|          | Samba-Enredo                 | Luiz Carlos Guimarães | Núbio Quaresma             | Suzane Seiça           | Eduardo da Silva     | Carlos Eduardo Souza Claudio Antonio Luiz Gilcesar Batista Heitor Campos Marcelo Amaral Matheus Carvalho Michel Mattos Paulo Cesar Mariotine Paulo Pereira Rafael de Oliveira Sergio Conceição Sidney de Paula |
|          | Harmonia                     | Pierre Porto          | Sergio Moreira             | Luiz Castro            | Eduardo Fernandes    | Carlos Eduardo Souza Claudio Antonio Luiz Gilcesar Batista Heitor Campos Marcelo Amaral Matheus Carvalho Michel Mattos Paulo Cesar Mariotine Paulo Pereira Rafael de Oliveira Sergio Conceição Sidney de Paula |

### Classificação
Caprichosos de Pilares foi a campeã, garantindo seu retorno à segunda divisão, de onde foi rebaixada no ano anterior. As oito primeiras colocadas foram promovidas à segunda divisão que, no ano seguinte, estreou um novo formato com dezenove escolas desfilando em dois dias (sexta e sábado). Mocidade de Vicente de Carvalho, Difícil é o Nome e Arranco foram mantidas no Grupo B para o carnaval de 2013.
| Legenda: Promovidas à Série A |

| Col. | Escola                          | Enredo                                                                           | Carnavalesco(a)                                   | Pontos |
| ---- | ------------------------------- | -------------------------------------------------------------------------------- | ------------------------------------------------- | ------ |
| 1    | Caprichosos de Pilares          | A Caprichosos Faz o Seu Papel... Levanta, Sacode a Poeira e Dá a Volta por Cima! | Amauri Santos                                     | 300    |
| 2    | Alegria da Zona Sul             | Os Saltimbancos                                                                  | Eduardo Gonçalves                                 | 299,2  |
| 3    | Unidos de Padre Miguel          | Arte - Um Universo Fascinante                                                    | Reyla Ravache, Wallacy Vinicyos e Wilsinho Mendes | 298,9  |
| 4    | Sereno de Campo Grande          | Mistérios e Magia no Sereno da Noite                                             | Thiago Avhis                                      | 296,7  |
| 5    | Tradição                        | Ziraldo: Páginas da Vida de Um Maluco Genial!                                    | Augusto de Oliveira                               | 296,3  |
| 6    | União do Parque Curicica        | As Cartas não Mentem Jamais!                                                     | Diogo Villa Maior, Felipe Herzog e Raquel Winter  | 295,6  |
| 7    | Unidos da Vila Santa Tereza     | A Vila na Magia dos Brinquedos                                                   | Alexandre Rangel e Raphael Torres                 | 293,8  |
| 8    | União de Jacarepaguá            | O Pequeno Grande Rei                                                             | Waldecyr Rosas                                    | 293,2  |
| 9    | Mocidade de Vicente de Carvalho | Caruarú, a Princesinha do Nordeste!                                              | João Hélis, José Carlos e Marquinhos              | 292,8  |
| 10   | Difícil É o Nome                | Flor de Lis - Símbolo Universal! Hoje se Faz Presente no Nosso Carnaval!         | Luiz Cavalcanthé                                  | 292,5  |
| 11   | Arranco                         | Nasceu, Balançou, Dançou!                                                        | Marco Antonio Falleiros                           | 291,2  |

### Premiações
Campeã do Grupo B, a Caprichosos de Pilares também recebeu a maioria das premiações do grupo, incluindo todos os prêmios de melhor escola.
| Prêmios 2012        | Melhor Escola | Samba-Enredo | Melhor Enredo          | Melhor Bateria | Mestre-Sala e Porta-Bandeira    | Comissão de Frente   | Melhor Intérprete        | Melhor Ala de Baianas | Ala de Passistas    | Melhor Carnavalesco         | Melhor Harmonia  | Melhores Alegorias | Melhores Fantasias |
| ------------------- | ------------- | ------------ | ---------------------- | -------------- | ------------------------------- | -------------------- | ------------------------ | --------------------- | ------------------- | --------------------------- | ---------------- | ------------------ | ------------------ |
| Samba É Nosso       | -             | Arranco      | M. Vicente de Carvalho | Arranco        | Diego e Jackeline (Caprichosos) | União de Jacarepaguá | Lico Monteiro (Tradição) | Sereno                | Unidos de P. Miguel | Edu Gonçalves (Alegria)     | Difícil É o Nome | Caprichosos        | Caprichosos        |
| S@mba-Net           | Caprichosos   | Caprichosos  | Alegria                | Caprichosos    | Diego e Jackeline (Caprichosos) | Alegria              | Igor Vianna (UPM)        | Tradição              | Unidos de P. Miguel | -                           | -                | Caprichosos        | Caprichosos        |
| Troféu Jorge Lafond | Caprichosos   | Arranco      | -                      | Caprichosos    | Diego e Jackeline (Caprichosos) | Sereno               | Clovis Pê (Caprichosos)  | Tradição              | Unidos de P. Miguel | Amauri Santos (Caprichosos) | -                | -                  | -                  |
| Gato de Prata       | Caprichosos   | -            | -                      | -              | -                               | -                    | -                        | -                     | -                   | -                           | -                | -                  | -                  |
| Troféu Sambario     | -             | Caprichosos  | -                      | -              | -                               | -                    | -                        | -                     | -                   | -                           | -                | -                  | -                  |
| Plumas & Paetês     | -             | -            | -                      | -              | -                               | Caprichosos          | -                        | -                     | -                   | Amauri Santos (Caprichosos) | Caprichosos      | -                  | -                  |

## Grupo C
O desfile do Grupo C (quarta divisão) foi organizado pela AESCRJ e realizado a partir da noite do domingo, dia 19 de fevereiro 2012, na Estrada Intendente Magalhães.
| Ordem dos desfiles |

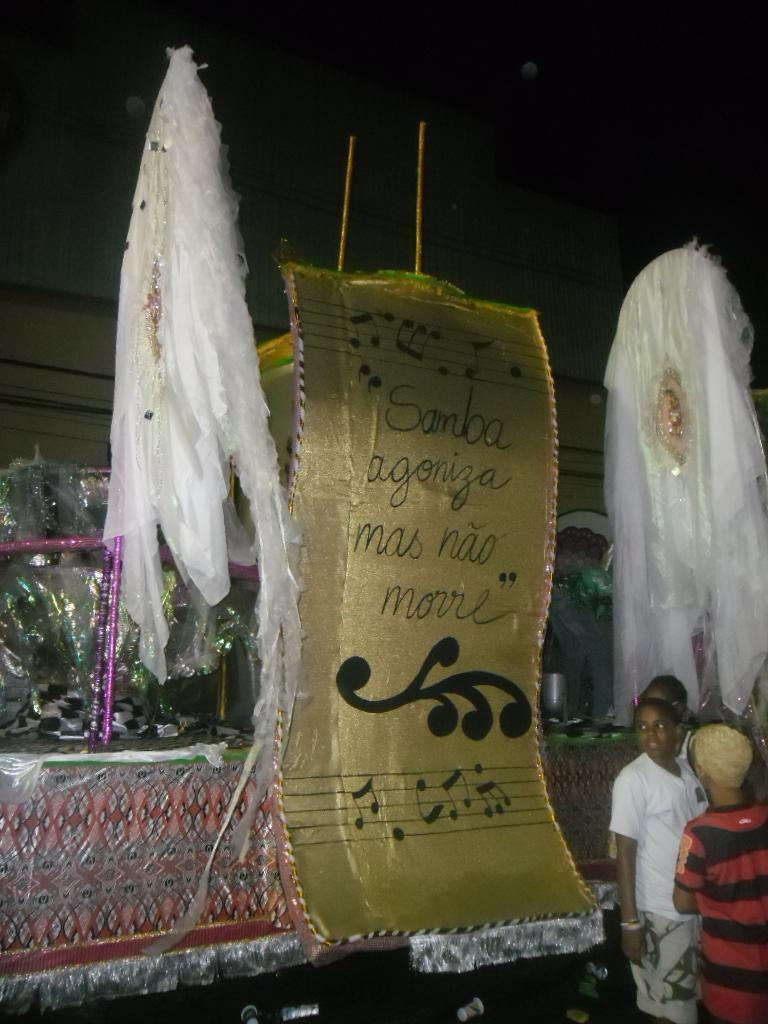
Desfile dos Unidos do Jacarezinho em 2012. Escola foi a campeã do Grupo C.

| 1. Independente de São João de Meriti (Não desfilou) 2. Rosa de Ouro 3. Lins Imperial 4. Unidos da Ponte 5. Império da Praça Seca 6. Unidos da Vila Kennedy 7. Arrastão de Cascadura 8. Favo de Acari 9. Unidos da Villa Rica 10. Em Cima da Hora 11. Acadêmicos da Abolição 12. Acadêmicos do Sossego 13. Boi da Ilha do Governador 14. Unidos do Jacarezinho 15. Unidos do Cabuçu |

Quesitos e julgadores
Foram mantidos os dez quesitos de avaliação dos anos anteriores. A quantidade de julgadores diminuiu de cinquenta para quarenta, com quatro jurados por quesito. Assim como no ano anterior, os julgadores foram escolhidos pela AESCRJ em parceria com a Escola Superior de Propaganda e Marketing (ESPM), a Coordenadoria de Projetos Especiais da Universidade Federal do Rio de Janeiro (CooPE-UFRJ) e o Prêmio S@mba-Net. Os julgadores participaram de um curso ministrado pelos coordenadores do S@mba-Net na ESPM. Os mesmos julgadores avaliaram também os Grupos D e E.
| Quesitos | Quesitos                     | Julgador 1                       | Julgador 2                | Julgador 3                        | Julgador 4                        |
| -------- | ---------------------------- | -------------------------------- | ------------------------- | --------------------------------- | --------------------------------- |
|          | Alegorias e Adereços         | Rodrigo Caetano                  | Thiago Saldanha Lacerda   | Guy Alexandre Costa               | Cristiane Ferraz                  |
|          | Bateria                      | Jeferson Monteiro                | Ygor de Menezes           | Thiago F. Aquino                  | Cláudio Francioni                 |
|          | Comissão de Frente           | Sandra C. T. Santos              | Zaira F. Bosco            | Renato Neves                      | Adriano José de Lacerda Rodrigues |
|          | Conjunto                     | Carlos Eduardo Ribeiro           | José Geraldo da Rocha     | France Beatriz                    | Márcia Furtado Alves              |
|          | Enredo                       | Vinicius Ferreira Natal          | Eduardo P. Nunes          | Maria Inês Castro Azevedo         | Célio Franco                      |
|          | Evolução                     | Raienne Vasco Silva              | Marcelo Camões            | Cristiano Cardoso                 | Stephanie Andreas                 |
|          | Fantasias                    | Hugo C. Ribeiro                  | Vania Oliveira Garrido    | Diana de Souza Katsivalis         | Karla Casa Grande                 |
|          | Harmonia                     | Thiago Oliveira da Motta Sampaio | Elizabeth Magalhães Lopes | Flavia Gomes Azevedo              | Orlando Lemos                     |
|          | Mestre-Sala e Porta-Bandeira | Maria de Fátima Malheiros        | Arthur Marinho S. Filho   | Isabel Cristina da Silva Teixeira | Sandra Regina Rodrigues           |
|          | Samba-Enredo                 | Sheila Neves do Rego             | Elaine Jose da Silva      | Fernando A. Gama                  | Jonas A. Candido                  |

### Classificação
Unidos do Jacarezinho foi campeã com um desfile em homenagem ao cantor Nelson Sargento. Com a vitória, a escola foi promovida à segunda divisão, que em 2013 estreou um novo formato unindo os grupos A e B. O Jacarezinho estava afastado da segunda divisão desde 2000, quando foi rebaixado do Grupo A.
As escolas classificadas entre o segundo e o décimo lugar foram promovidas ao Grupo B. Arrastão de Cascadura, Unidos do Cabuçu, Acadêmicos da Abolição e Lins Imperial foram mantidas no Grupo C para o carnaval do ano seguinte. Independente de São João de Meriti não desfilou. A escola encerrou suas atividades após o carnaval.
| Legenda: Promovida à Série A Promovidas ao Grupo B |

| Col. | Escola                    | Enredo                                                                           | Carnavalesco(a)                    | Pontos |
| ---- | ------------------------- | -------------------------------------------------------------------------------- | ---------------------------------- | ------ |
| 1    | Unidos do Jacarezinho     | O Samba Agoniza, mas não Morre. Nelson Sargento da Mangueira e Também do Jacaré! | Eduardo Gonçalves                  | 299,7  |
| 2    | Unidos da Villa Rica      | Do Reino do Sol ao Bairro Imperial - Feira de São Cristóvão: o Nordeste É Aqui!  | Raphael Homem e Regis Kammura      | 299    |
| 3    | Unidos da Vila Kennedy    | Vila Kennedy Conta e Canta os Mistérios e Lendas do Arco–íris                    | Josimar Vieira                     | 298,7  |
| 4    | Em Cima da Hora           | Simplesmente... Amor                                                             | Marco Antonio Falleiros            | 298,3  |
| 5    | Império da Praça Seca     | Os Grandes Impérios!                                                             | Denis Colares e Marcio Puluker     | 298,1  |
| 6    | Acadêmicos do Sossego     | Tupã, o Soberano Guarani e a Encantadora Floresta da Magia                       | Fabianno Santana                   | 298,1  |
| 7    | Favo de Acari             | A Criação do Mundo, Através dos Deuses da Mitologia Grega                        | Nelson Costa                       | 297,7  |
| 8    | Unidos da Ponte           | Vida que te Quero Viva (Reedição do próprio enredo de 1989)                      | Ricardo Paulino                    | 297,6  |
| 9    | Rosa de Ouro              | Itatiaia - Paraíso turístico e cultural                                          | Humberto Abrantes                  | 297,3  |
| 10   | Boi da Ilha do Governador | Fim - Recomeço Divino. Até Quando?                                               | Guilherme Alexandre                | 295,3  |
| 11   | Arrastão de Cascadura     | Patrícia Amorim: A Majestade Rubro-negra!                                        | Fábio Santos                       | 294,6  |
| 12   | Unidos do Cabuçu          | Cabuçu, Dá a Elza na Avenida!                                                    | Marco Aramha e Marcyo de Olliveira | 294,4  |
| 13   | Acadêmicos da Abolição    | De Acompanhante à Prato Principal, a Abolição Vem Mostrar o Arroz no Carnaval!   | Levi Cintra e Renata Caulliraux    | 291,6  |
| 14   | Lins Imperial             | Somos Parte da Terra... Assim Como Ela Faz Parte de Nós                          | André Marins                       | 287,6  |

### Premiações
| Prêmios 2012    | Melhor Escola | Samba-Enredo | Melhor Enredo | Melhor Bateria        | Mestre-Sala e Porta-Bandeira         | Comissão de Frente    | Melhor Intérprete          | Melhor Carnavalesco           | Melhor Harmonia       |
| --------------- | ------------- | ------------ | ------------- | --------------------- | ------------------------------------ | --------------------- | -------------------------- | ----------------------------- | --------------------- |
| Samba É Nosso   | -             | Jacarezinho  | Arrastão      | Favo de Acari         | Pedro e Paula (Em Cima da Hora)      | Em Cima da Hora       | Serginho (Em Cima da Hora) | Fabianno (Sossego)            | Villa Rica            |
| Plumas & Paetês | -             | Jacarezinho  | -             | -                     | -                                    | Império da Praça Seca | -                          | Josimar Vieira (Vila Kennedy) | Império da Praça Seca |
| Elite do Samba  | Jacarezinho   | Villa Rica   | Jacarezinho   | Império da Praça Seca | Weslley e Patrícia (I. da Praça Seca | Império da Praça Seca | Marquinhos (Boi da Ilha)   | -                             | Vila Kennedy          |
| S@mba-Net       | Jacarezinho   | Vila Kennedy | -             | -                     | -                                    | -                     | -                          | -                             | -                     |

## Grupo D
O desfile do Grupo D (quinta divisão) foi organizado pela AESCRJ e realizado a partir da noite da segunda-feira, dia 20 de fevereiro de 2012, na Estrada Intendente Magalhães.
| Ordem dos desfiles |
| 1. Flor da Mina do Andaraí 2. Unidos de Cosmos 3. Vizinha Faladeira 4. Acadêmicos do Engenho da Rainha 5. Unidos do Anil 6. Mocidade Unida de Jacarepaguá 7. Unidos de Lucas 8. Leão de Nova Iguaçu 9. Acadêmicos de Vigário Geral 10. Unidos de Manguinhos 11. Gato de Bonsucesso 12. Corações Unidos do Amarelinho 13. Acadêmicos do Dendê |

Quesitos e julgadores
| Quesitos | Quesitos                     | Julgador 1                       | Julgador 2                | Julgador 3                        | Julgador 4                        |
| -------- | ---------------------------- | -------------------------------- | ------------------------- | --------------------------------- | --------------------------------- |
|          | Alegorias e Adereços         | Rodrigo Caetano                  | Thiago Saldanha Lacerda   | Guy Alexandre Costa               | Cristiane Ferraz                  |
|          | Bateria                      | Jeferson Monteiro                | Ygor de Menezes           | Thiago F. Aquino                  | Cláudio Francioni                 |
|          | Comissão de Frente           | Sandra C. T. Santos              | Zaira F. Bosco            | Renato Neves                      | Adriano José de Lacerda Rodrigues |
|          | Conjunto                     | Carlos Eduardo Ribeiro           | José Geraldo da Rocha     | France Beatriz                    | Márcia Furtado Alves              |
|          | Enredo                       | Vinicius Ferreira Natal          | Eduardo P. Nunes          | Maria Inês Castro Azevedo         | Célio Franco                      |
|          | Evolução                     | Raienne Vasco Silva              | Marcelo Camões            | Cristiano Cardoso                 | Stephanie Andreas                 |
|          | Fantasias                    | Hugo C. Ribeiro                  | Vania Oliveira Garrido    | Diana de Souza Katsivalis         | Karla Casa Grande                 |
|          | Harmonia                     | Thiago Oliveira da Motta Sampaio | Elizabeth Magalhães Lopes | Flavia Gomes Azevedo              | Orlando Lemos                     |
|          | Mestre-Sala e Porta-Bandeira | Maria de Fátima Malheiros        | Arthur Marinho S. Filho   | Isabel Cristina da Silva Teixeira | Sandra Regina Rodrigues           |
|          | Samba-Enredo                 | Sheila Neves do Rego             | Elaine Jose da Silva      | Fernando A. Gama                  | Jonas A. Candido                  |

### Classificação
Unidos de Lucas foi campeã com dois décimos de diferença para a Mocidade Unida de Jacarepaguá. Devido à reorganização dos grupos de acesso, a Unidos de Lucas foi promovida à terceira divisão, de onde estava afastada desde 2008. As escolas classificadas entre o segundo e o sétimo lugar foram promovidas ao Grupo C. As demais agremiações, do oitavo ao 13.º lugar, foram mantidas no Grupo D para o carnaval de 2013.
| Legenda: Promovida ao Grupo B Promovidas ao Grupo C |

| Col. | Escola                          | Enredo                                                                                      | Carnavalesco(a)                    | Pontos |
| ---- | ------------------------------- | ------------------------------------------------------------------------------------------- | ---------------------------------- | ------ |
| 1    | Unidos de Lucas                 | Hoje Tem Alegria? Tem sim Senhor... Um Mundo Circense, Uma História Alegre na Intendente... | Leandro de Paula (Lelê)            | 299,7  |
| 2    | Mocidade Unida de Jacarepaguá   | Xangô, Rei de Oyó - O Orixá da Justiça                                                      | Leandro Mourão                     | 299,5  |
| 3    | Acadêmicos de Vigário Geral     | Abdias Nascimento: Uma Vida de Lutas                                                        | Afonso Delano e Vinicius Vaitsmann | 299,1  |
| 4    | Acadêmicos do Dendê             | Loucos pela Ilha                                                                            | Carlos Carvalho                    | 298,7  |
| 5    | Acadêmicos do Engenho da Rainha | Minha Alma Canta... O Engenho da Rainha Mostra. O Orgulho de Ser Carioca!                   | Dellauhá Cammpos                   | 298,7  |
| 6    | Corações Unidos do Amarelinho   | A Força da Nossa União                                                                      | Renato Bandeira                    | 297,5  |
| 7    | Gato de Bonsucesso              | Cabo Frio - Terra da Costa do Sol. Santuário Cristalino                                     | Adriana Freitas                    | 297,3  |
| 8    | Unidos de Cosmos                | Yuri Gagarin Volta ao Cosmos                                                                | Raphael Ladeira                    | 296,6  |
| 9    | Leão de Nova Iguaçu             | De Maxambomba à Nova Iguaçu... Um Caminho de Glórias Rumo ao Futuro                         | Amauri Santos                      | 295,4  |
| 10   | Unidos do Anil                  | O Poder do Guaraná                                                                          | Inácio e Julia                     | 294,4  |
| 11   | Unidos de Manguinhos            | Manguinhos Canta: Mulheres Mangueirenses, Orgulho da Comunidade, Orgulho da Nação...        | Diângelo Fernandes                 | 293    |
| 12   | Vizinha Faladeira               | A Essência da Vida...O Progresso Social Sob a Liberdade e a Igualdade                       | Carlos Cavalliere e Newton Ribeiro | 291,7  |
| 13   | Flor da Mina do Andaraí         | Eternamente, Tia Zica da Mangueira                                                          | Rodrigo Sampaio                    | 286,7  |

### Premiações
| Prêmios 2012    | Melhor Escola | Samba-Enredo  | Melhor Enredo              | Melhor Bateria             | Mestre-Sala e Porta-Bandeira     | Comissão de Frente         | Melhor Intérprete | Melhor Ala de Baianas | Melhor Carnavalesco                  | Melhor Harmonia   |
| --------------- | ------------- | ------------- | -------------------------- | -------------------------- | -------------------------------- | -------------------------- | ----------------- | --------------------- | ------------------------------------ | ----------------- |
| Elite do Samba  | Lucas         | Lucas         | Vigário Geral              | Mocidade U. de Jacarepaguá | Gláucia e Thor (Corações Unidos) | -                          | Alexandre (Leão)  | Vigário Geral         | -                                    | Engenho da Rainha |
| Samba É Nosso   | -             | Vigário Geral | Mocidade U. de Jacarepaguá | Mocidade U. de Jacarepaguá | Marlon e Bárbara (Dendê)         | Vizinha Faladeira          | Alexandre (Leão)  | Lucas                 | Dellauhá (Engenho)                   | Corações Unidos   |
| Plumas & Paetês | -             | Cosmos        | -                          | -                          | -                                | Mocidade U. de Jacarepaguá | -                 | -                     | Leandro Mourão (M.U. de Jacarepaguá) | Lucas             |

## Grupo E
O desfile do Grupo E (sexta divisão) foi organizado pela AESCRJ e realizado a partir da noite da terça-feira, dia 21 de fevereiro de 2012, na Estrada Intendente Magalhães.
| Ordem dos desfiles |
| 1. Canários das Laranjeiras 2. Unidos do Cabral 3. Boca de Siri 4. Mocidade Independente de Inhaúma 5. Paraíso da Alvorada (Não desfilou) 6. União de Vaz Lobo 7. Matriz de São João de Meriti 8. Chatuba de Mesquita 9. Mocidade Unida do Santa Marta 10. Delírio da Zona Oeste 11. Arame de Ricardo 12. Imperial de Nova Iguaçu |

Quesitos e julgadores
| Quesitos | Quesitos                     | Julgador 1                       | Julgador 2                | Julgador 3                        | Julgador 4                        |
| -------- | ---------------------------- | -------------------------------- | ------------------------- | --------------------------------- | --------------------------------- |
|          | Alegorias e Adereços         | Rodrigo Caetano                  | Thiago Saldanha Lacerda   | Guy Alexandre Costa               | Cristiane Ferraz                  |
|          | Bateria                      | Jeferson Monteiro                | Ygor de Menezes           | Thiago F. Aquino                  | Cláudio Francioni                 |
|          | Comissão de Frente           | Sandra C. T. Santos              | Zaira F. Bosco            | Renato Neves                      | Adriano José de Lacerda Rodrigues |
|          | Conjunto                     | Carlos Eduardo Ribeiro           | José Geraldo da Rocha     | France Beatriz                    | Márcia Furtado Alves              |
|          | Enredo                       | Vinicius Ferreira Natal          | Eduardo P. Nunes          | Maria Inês Castro Azevedo         | Célio Franco                      |
|          | Evolução                     | Raienne Vasco Silva              | Marcelo Camões            | Cristiano Cardoso                 | Stephanie Andreas                 |
|          | Fantasias                    | Hugo C. Ribeiro                  | Vania Oliveira Garrido    | Diana de Souza Katsivalis         | Karla Casa Grande                 |
|          | Harmonia                     | Thiago Oliveira da Motta Sampaio | Elizabeth Magalhães Lopes | Flavia Gomes Azevedo              | Orlando Lemos                     |
|          | Mestre-Sala e Porta-Bandeira | Maria de Fátima Malheiros        | Arthur Marinho S. Filho   | Isabel Cristina da Silva Teixeira | Sandra Regina Rodrigues           |
|          | Samba-Enredo                 | Sheila Neves do Rego             | Elaine Jose da Silva      | Fernando A. Gama                  | Jonas A. Candido                  |

### Classificação
Em seu primeiro ano como escola de samba, Boca de Siri sagrou-se campeã do Grupo E. A escola teve a mesma pontuação final que a Chatuba de Mesquita, conquistando o campeonato no quesito de desempate. Devido à reorganização dos grupos de acesso, a escola foi promovida ao Grupo C.
As escolas classificadas entre o segundo e o sexto lugar foram promovidas ao Grupo D. Últimas colocadas, Unidos do Cabral, Imperial de Nova Iguaçu, União de Vaz Lobo, Delírio da Zona Oeste e Canários das Laranjeiras foram rebaixadas para o Grupo 1 dos blocos de enredo. Paraíso da Alvorada não se apresentou para o desfile e também foi rebaixada.
| Legenda: Promovida ao Grupo C Promovidas ao Grupo D Rebaixadas para o Grupo 1 dos Blocos |

| Col.                               | Escola                           | Enredo                                                      | Carnavalesco(a)                              | Pontos |
| ---------------------------------- | -------------------------------- | ----------------------------------------------------------- | -------------------------------------------- | ------ |
| 1                                  | Boca de Siri                     | Personalidade Mulher                                        | Valério Guidinelle                           | 299,9  |
| 2                                  | Chatuba de Mesquita              | Seja Lenda ou Seja História, se Você Contar Eu Acredito     | Alexandre Costa, Lino Salles e Marcus Do Val | 299,9  |
| 3                                  | Mocidade Unida do Santa Marta    | A Arte de se Expressar Através da Arte                      | Jorge Knnawer                                | 299    |
| 4                                  | Matriz de São João de Meriti     | Cor É Luz! Cor É Magia! Cor que Ilumina a Vida              | Carlinhos Muvuca                             | 299    |
| 5                                  | Arame de Ricardo                 | Com Prazer... Hiram Araújo!                                 | Ney Junior                                   | 298,4  |
| 6                                  | Mocidade Independente de Inhaúma | O Filho do Imperador, Jorginho de Todos os Sambas           | Luiz Fernando de Oliveira                    | 297,3  |
| 7                                  | Unidos do Cabral                 | Não Há Luar como Este do Sertão                             | Delfim Rodrigues                             | 294,6  |
| 8                                  | Imperial de Nova Iguaçu          | Da Coroa da Criação À Um Grito de Liberdade!                | José Ramos                                   | 293,6  |
| 9                                  | União de Vaz Lobo                | De Fato Nilopolitana                                        | Ivam Carneiro, Raphael Heide e Renato Lyra   | 287,8  |
| 10                                 | Delírio da Zona Oeste            | Zona Oeste no Delírio das Lendas e Mitos da Mágica Amazônia | Léo Mídia                                    | 282,3  |
| 11                                 | Canários das Laranjeiras         | Sou da Terra, Sou do Reino, Sou Canários de Laranjeiras!    | Agnaldo Corrêa                               | 274    |
| Paraíso da Alvorada (Não desfilou) |                                  |                                                             |                                              |        |

### Premiações
| Prêmios 2012    | Melhor Escola | Samba-Enredo     | Melhor Enredo              | Melhor Bateria | Mestre-Sala e Porta-Bandeira   | Comissão de Frente | Melhor Intérprete    | Melhor Carnavalesco      | Melhor Harmonia |
| --------------- | ------------- | ---------------- | -------------------------- | -------------- | ------------------------------ | ------------------ | -------------------- | ------------------------ | --------------- |
| Elite do Samba  | Boca de Siri  | Canários         | Mocidade U. do Santa Marta | Boca de Siri   | Samuel e Ana Beatriz (Chatuba) | -                  | Jefão (Boca de Siri) | Valério (Boca de Siri)   | Chatuba         |
| Samba É Nosso   | -             | Unidos do Cabral | Arame                      | Boca de Siri   | Pedro e Marcela (Arame)        | Arame              | Português (Vaz Lobo) | Luiz Fernando (Inhaúma)  | Arame           |
| Plumas & Paetês | -             | Boca de Siri     | -                          | -              | -                              | Boca de Siri       | -                    | Carnavalescos da Chatuba | -               |

## Escolas mirins
O desfile das escolas mirins foi organizado pela Associação das Escolas de Samba Mirins do Rio de Janeiro (AESM-Rio) e realizado no Sambódromo da Marquês de Sapucaí, a partir das 17 horas e 30 minutos da sexta-feira, dia 17 de fevereiro de 2012. As escolas mirins não são julgadas.
| Ordem dos desfiles | Escola                                 | Enredo |
| ------------------ | -------------------------------------- | --- |
| 1                  | Inocentes da Caprichosos               | Água pra Benzer, Água pra Beber, Água pra Banhar. Só não Pode Faltar! A Inocentes Bebe Dessa Fonte                           |
| 2                  | Aprendizes do Salgueiro                | Brincando... O Aprendizes Pinta a Vida com Mais Cor                                                                          |
| 3                  | MEL do Futuro                          | Brasil Mostra a Sua Cara em ... Theatrum Rerum Naturalium Brasiliae (Reedição do enredo de 1999 da Imperatriz Leopoldinense) |
| 4                  | Infantes do Lins                       | Esporte, Educação... Brincar Faz Bem à Vida e ao Coração                                                                     |
| 5                  | Corações Unidos do Ciep                | Me Conta Quantas Contas que Eu Te Conto Quantos Contos                                                                       |
| 6                  | Ainda Existem Crianças na Vila Kennedy | Lapa em Três Tempos (Reedição do enredo de 1971 da Portela)                                                                  |
| 7                  | Nova Geração do Estácio de Sá          | A Nova Geração Recicla o Sonho da Salvação do Mundo                                                                          |
| 8                  | Império do Futuro                      | Todo Menino É Um Rei, Toda Mulher É Guerreira                                                                                |
| 9                  | Herdeiros da Vila                      | A Herdeiros Viaja Pelo Brasil em Festa                                                                                       |
| 10                 | Filhos da Águia                        | Reconstruindo a Natureza, Recriando a Vida o Sonho Vira Realidade (Reedição do enredo de 2008 da Portela)                    |
| 11                 | Miúda da Cabuçu                        | Marrom Canta e Pensa no Futuro das Nossas Crianças                                                                           |
| 12                 | Pimpolhos da Grande Rio                | As Maravilhas da Pequena África                                                                                              |
| 13                 | Mangueira do Amanhã                    | Chico Buarque da Mangueira (Reedição do enredo de 1999 da Mangueira)                                                         |
| 14                 | Golfinhos da Guanabara                 | Gente Inteligente Cuida do Meio Ambiente                                                                                     |
| 15                 | Tijuquinha do Borel                    | É Hoje o Dia! A Tijuquinha Festeja a Cidadania com Muita Energia                                                             |
| 16                 | Petizes da Penha                       | Eita Nordeste da Peste! De Xote, Xaxado e Baião, a Petizes Vem Mostrar as Riquezas Deste Chão                                |
| 17                 | Estrelinha da Mocidade                 | A Novidade Vem Lá de Padre Miguel, Estrelinha 20 Anos a Despontar no Céu – Uma Fábula de Carnaval                            |

## Blocos de enredo
Os desfiles foram organizados pela Federação dos Blocos Carnavalescos do Estado do Rio de Janeiro (FBCERJ).

### Grupo 1
O desfile do Grupo 1 foi realizado a partir das 20 horas do sábado, dia 18 de fevereiro de 2012, na Avenida Rio Branco.
| Ordem dos desfiles |
| 1. Infantes da Piedade (Não desfilou) 2. União de Guaratiba 3. Unidos do Uraiti 4. Boêmios de Inhaúma (Não desfilou) 5. Unidos das Vargens 6. Magnatas de Engenheiro Pedreira 7. Flor da Primavera 8. União da Ponte 9. Coroado de Jacarepaguá 10. Tradição Barreirense de Mesquita |

#### Classificação
Tradição Barreirense de Mesquita foi o campeão, sendo promovido ao Grupo D das escolas de samba. Tradição, Coroado de Jacarepaguá e União da Ponte tiveram a mesma pontuação final. O desempate ocorreu por sorteio.
| Legenda: Campeão Rebaixados para o Grupo 2 * Sem informação disponível |

| Col.                               | Bloco                            | Enredo                                                                                      | Carnavalesco(a)                        | Pontos |
| ---------------------------------- | -------------------------------- | ------------------------------------------------------------------------------------------- | -------------------------------------- | ------ |
| 1                                  | Tradição Barreirense de Mesquita | O Comendador do Samba                                                                       | Osmar Costa                            | 205    |
| 2                                  | Coroado de Jacarepaguá           | Quem São Vocês? Muito Prazer! Somos Artistas da Ruas!                                       | Comissão de Carnaval                   | 205    |
| 3                                  | União da Ponte                   | Feitiço                                                                                     | Comissão de Carnaval                   | 205    |
| 4                                  | Unidos das Vargens               | Uma Prova de Amor                                                                           | Thiago Avhis                           | 203    |
| 5                                  | Flor da Primavera                | Quem Tem Dinheiro Pode, Quem não Tem se Sacode! Dinheiro, Um Mundo de Poder                 | Fabiano Ferraro e Comissão de Carnaval | 198    |
| 6                                  | Magnatas de Engenheiro Pedreira  | Na Dança do Setembro                                                                        | Renato Cézar                           | 174    |
| 7                                  | Unidos do Uraiti                 | A Fauna, a Flora e a Paz, Cor da Nossa História. Verde e Branco a Matiz de Um Ideal         | José Luiz Pereira de Figueiredo        | 173    |
| 8                                  | União de Guaratiba               | Lapa o Berço da Boemia Carioca, Lapa de Hoje, a Lapa de Outrora, a Lapa que Revivemos Agora | Comissão de Carnaval                   | 166    |
| Infantes da Piedade (Não desfilou) |                                  |                                                                                             |                                        |        |
| Boêmios de Inhaúma (Não desfilou)  |                                  |                                                                                             |                                        |        |

### Grupo 2
O desfile do Grupo 2 foi realizado a partir das 20 horas do sábado, dia 18 de fevereiro de 2012, na Estrada Intendente Magalhães.
| Ordem dos desfiles |
| 1. Falcão Dourado (Não desfilou) 2. Raízes da Tijuca 3. Simpatia do Jardim Primavera 4. Colibri de Mesquita 5. Novo Horizonte 6. Bloco do Barriga 7. Império do Gramacho 8. Amizade da Água Branca 9. Unidos da Laureano 10. Unidos do Alto da Boa Vista |

#### Classificação
Império do Gramacho foi o campeão, sendo promovido ao Grupo 1.
| Legenda: Promovido ao Grupo 1 Rebaixados para o Grupo 3 |

| Col.                          | Bloco                        | Enredo | Carnavalesco(a)          | Pontos |
| ----------------------------- | ---------------------------- | --- | ------------------------ | ------ |
| 1                             | Império do Gramacho          | Radiante Eu Vou a Maior Festa do Mundo, o Carnaval!                                                            | Comissão de Carnaval     | 182    |
| 2                             | Colibri de Mesquita          | A Saga da Tribo Jacutinga na História de Mesquita                                                              | Francisco Lopes          | 182    |
| 3                             | Unidos do Alto da Boa Vista  | A Fonte Encantada do Samba                                                                                     | Comissão de Carnaval     | 178    |
| 4                             | Raízes da Tijuca             | Cinema do Princípio Documental dos Irmãos Lumière, a Criação de Novos Universos Oníricos. A História do Cinema | Suely da Conceição Silva | 177    |
| 5                             | Unidos da Laureano           | Reino Africano no Brasil                                                                                       | Jacir Roberto Guimarães  | 175    |
| 6                             | Novo Horizonte               | Na Terra Brasilis, Todo Dia É Dia de Índio                                                                     | Alexandre Machado        | 169    |
| 7                             | Bloco do Barriga             | Viva e Deixe-me Viver                                                                                          | Raphael Ladeira          | 164    |
| 8                             | Simpatia do Jardim Primavera | Alegria, É Carnaval                                                                                            | Chico Salgado            | 162    |
| 9                             | Amizade da Água Branca       | Amazonas, Terra Santa                                                                                          | Flávio Ribeiro           | 161    |
| Falcão Dourado (Não desfilou) |                              | |                          |        |

### Grupo 3
O desfile do Grupo 3 foi realizado a partir das 22 horas do sábado, dia 18 de fevereiro de 2012, na Rua Cardoso de Morais.
| Ordem dos desfiles |
| 1. Bloco do China 2. Esperança de Nova Campina 3. Grilo de Bangu 4. Mocidade Unida de Manguariba 5. Oba-Oba do Recreio 6. Unidos de Tubiacanga 7. Campinho Imperial (Não desfilou) 8. Mocidade Unida da Mineira 9. Cometas do Bispo |

#### Classificação
Mocidade Unida de Manguariba foi o campeão, sendo promovido ao Grupo 2. Cometas do Bispo foi desclassificado por desfilar com menos de 50% da quantidade mínima de componentes exigida pelo regulamento.
| Legenda: Promovido ao Grupo 2 Rebaixados para o Grupo 4 |

| Col.                             | Bloco                        | Enredo                                                                          | Carnavalesco(a)                               | Pontos                     |
| -------------------------------- | ---------------------------- | ------------------------------------------------------------------------------- | --------------------------------------------- | -------------------------- |
| 1                                | Mocidade Unida de Manguariba | Meu Carnaval É Rosa!                                                            | Galileu Santos e Sérgio Falcão                | 103                        |
| 2                                | Bloco do China               | Alegria, Alegria, a Folia que Me Contagia                                       | Comissão de Carnaval                          | 101                        |
| 3                                | Oba-Oba do Recreio           | JCN, de Ubá ao Mundo do Samba                                                   | Luiz Macedo                                   | 101                        |
| 4                                | Mocidade Unida da Mineira    | Saltei na Estação Errada                                                        | Jacks Ribeiro de Sousa e Comissão de Carnaval | 100                        |
| 5                                | Grilo de Bangu               | Histórias do Tempo da Vovó                                                      | Cristiano "Boquinha"                          | 98                         |
| 6                                | Unidos de Tubiacanga         | Do Criador Veio o Artista, como Artista Carnaval, Guilherme Alexandre Fenomenal | Josemar de A. Santos                          | 97                         |
| 7                                | Esperança de Nova Campina    | Lendas de Xangô                                                                 | Sandra Braganholo                             | 96                         |
| 6                                | Cometas do Bispo             | Baila Comigo                                                                    | Rui Xavier                                    | Desclassificado (Artigo 5) |
| Campinho Imperial (Não desfilou) |                              |                                                                                 |                                               |                            |

### Grupo 4
O desfile do Grupo 4 foi realizado a partir das 20 horas do sábado, dia 18 de fevereiro de 2012, na Rua Cardoso de Morais.
| Ordem dos desfiles |
| 1. Arranco da Guarany de Piabetá 2. Tigre de Bonsucesso (Não desfilou) 3. Roda Quem Pode 4. Unidos de Parada Angélica 5. Chora na Rampa |

#### Classificação
Chora na Rampa foi o campeão, sendo promovido ao Grupo 3. Tigre de Bonsucesso não desfilou.
| Legenda: Promovido ao Grupo 3 |

| Col. | Bloco                         | Enredo                                            | Carnavalesco(a)             | Pontos |
| ---- | ----------------------------- | ------------------------------------------------- | --------------------------- | ------ |
| 1    | Chora na Rampa                | Danças, Ritmos e Festas das Regiões do Meu Brasil | Felipe Costa Machado        | 104    |
| 2    | Unidos de Parada Angélica     | Sou Criança, Sou Feliz, Mistério da Vida Jamelão  | Roberto Alves Fonseca       | 101    |
| 3    | Arranco da Guarany de Piabetá | Negro Sim e com Muito Orgulho!                    | Almir Gomes da Costa (Mika) | 86     |
| 4    | Roda Quem Pode                | Sou o Carnaval!                                   | Comissão de Carnaval        | 86     |